# Ascia acrisa
Ascia acrisa är en fjärilsart som först beskrevs av Jean Baptiste Boisduval 1859.  Ascia acrisa ingår i släktet Ascia och familjen vitfjärilar. Inga underarter finns listade i Catalogue of Life.